# Vinderup
Vinderup är en ort i Holstebro kommun i Västjylland i Danmark. Vinderup ligger 13 meter över havet och antalet invånare är 3 151.
Närmaste större samhälle är Struer, 13 kilometer väster om Vinderup. 
Fem kilometer öster om Vinderup ligger Frilandsmuseet Hjerl Hede, en del av De Kulturhistoriske Museer i Holstebro Kommune.